# Pedro Causil
Pedro Armando Causil Rojas (San Andrés en Providencia, 14 april 1991) is een Colombiaanse inline-skater en langebaanschaatser.
Causil is, op Andres Muñoz na, de meest succesvolle inline-skater van Colombia. En dat in een land waarin het skaten, na het voetbal, een heel grote sport is. Hij grossierde medailles op de Centraal-Amerikaanse en Caraïbische, Zuid-Amerikaanse en Pan-Amerikaanse Spelen, en ook op Wereldkampioenschappen.
Inline-skaten is geen Olympische sport, en daarom maakt de sport onderdeel uit van de Wereldspelen. In 2009 en 2013 won Causil in totaal drie gouden en twee bronzen medailles. Hij staat daarmee in de top 10 van meest succesvolle skaters op de Wereldspelen, een lijst die aangevoerd wordt door 1. Bart Swings en 2. Chad Hedrick. Beide zijn bekend van het wel Olympische langebaanschaatsen. Hedrick werd zelfs Olympisch en wereldkampioen op de 5000 meter en allround. Maar hij stond al van jongs af aan op schaatsen, en Swings was ook een stuk jonger toen hij de overstap maakte. Daarbij komt nog dat er in Zuid-Amerika geen schaatsbaan staat, en dan wordt het lastig om perfect te leren schaatsen. Geen wonder dat Causil twijfelde over een overstap.
In februari 2014 stonden zowel  Michel als  Ronald Mulder op het podium van de Olympische 500 meter in Sotsji. Zij lieten zien dat ook inline-sprinters een succesvolle overstap kunnen maken. Causil was meteen overstag. Op 10 december 2017 plaatste de sprinter zich voor de 1000 meter op de Olympische Winterspelen in Gangneung.

## Resultaten inline-skaten
| Medaillespiegel Wereldkampioenschappen inline-skaten | Medaillespiegel Wereldkampioenschappen inline-skaten | Medaillespiegel Wereldkampioenschappen inline-skaten | Medaillespiegel Wereldkampioenschappen inline-skaten | Medaillespiegel Wereldkampioenschappen inline-skaten | Medaillespiegel Wereldkampioenschappen inline-skaten | Medaillespiegel Wereldkampioenschappen inline-skaten | Medaillespiegel Wereldkampioenschappen inline-skaten | Medaillespiegel Wereldkampioenschappen inline-skaten | Medaillespiegel Wereldkampioenschappen inline-skaten | Medaillespiegel Wereldkampioenschappen inline-skaten | Medaillespiegel Wereldkampioenschappen inline-skaten | Medaillespiegel Wereldkampioenschappen inline-skaten | Medaillespiegel Wereldkampioenschappen inline-skaten |
| Piste                                                | 2009                                                 | 2010                                                 | 2011                                                 | 2012                                                 | 2013                                                 | 2014                                                 | 2015                                                 | 2016                                                 | 2017                                                 | 2018                                                 | 2019                                                 | 2020                                                 | 2021                                                 |
| ---------------------------------------------------- | ---------------------------------------------------- | ---------------------------------------------------- | ---------------------------------------------------- | ---------------------------------------------------- | ---------------------------------------------------- | ---------------------------------------------------- | ---------------------------------------------------- | ---------------------------------------------------- | ---------------------------------------------------- | ---------------------------------------------------- | ---------------------------------------------------- | ---------------------------------------------------- | ---------------------------------------------------- |
| 200 m Tijdrit                                        |                                                      |                                                      |                                                      |                                                      |                                                      |                                                      |                                                      |                                                      |                                                      |                                                      |                                                      | 2020                                                 | Zilver                                               |
| 300 m Tijdrit                                        | Zilver                                               |                                                      | Goud                                                 | Goud                                                 | Zilver                                               | Goud                                                 |                                                      |                                                      |                                                      |                                                      |                                                      |                                                      |                                                      |
| 500 m Sprint                                         |                                                      |                                                      | Zilver                                               | Zilver                                               |                                                      | Zilver                                               |                                                      |                                                      |                                                      | Goud                                                 | Goud                                                 | 2020                                                 | Zilver                                               |
| 1000m Sprint                                         |                                                      |                                                      | Goud                                                 | Zilver                                               |                                                      |                                                      |                                                      |                                                      |                                                      | 2 [ 6 ]                                              |                                                      | 2020                                                 | Goud                                                 |
| 3000 m Aflossing                                     | Zilver                                               |                                                      |                                                      | Goud                                                 |                                                      |                                                      |                                                      |                                                      |                                                      | 2 [ 7 ]                                              |                                                      | 2020                                                 | Goud                                                 |
| Weg                                                  | 2009                                                 | 2010                                                 | 2011                                                 | 2012                                                 | 2013                                                 | 2014                                                 | 2015                                                 | 2016                                                 | 2017                                                 | 2018                                                 | 2019                                                 | 2020                                                 | 2021                                                 |
| 200m Tijdrit                                         | Zilver                                               |                                                      |                                                      | Zilver                                               | Goud                                                 | Goud                                                 |                                                      |                                                      |                                                      |                                                      |                                                      |                                                      |                                                      |
| 500 m Sprint                                         |                                                      |                                                      |                                                      |                                                      |                                                      | Zilver                                               |                                                      |                                                      |                                                      |                                                      |                                                      |                                                      |                                                      |
| Ronde Sprint                                         |                                                      |                                                      |                                                      |                                                      |                                                      |                                                      |                                                      |                                                      |                                                      | Brons                                                | Brons                                                | 2020                                                 |                                                      |
| 5000 m Aflossing                                     |                                                      |                                                      | Goud                                                 |                                                      | Goud                                                 |                                                      |                                                      |                                                      |                                                      |                                                      |                                                      |                                                      |                                                      |

In 2015-2017 deed Causil niet mee aan de Inline WK's omdat hij zich volledig concentreerde op het langebaanschaatsen.

## Persoonlijke records schaatsen
| Afstand    | Tijd      | Datum             | Baan           |
| ---------- | --------- | ----------------- | -------------- |
| 500 meter  | 0 34,92   | 9 december 2017   | Salt Lake City |
| 1000 meter | 0 1.08,83 | 2 december 2017   | Calgary        |
| 1500 meter | 1.49,66   | 11 maart 2017     | Salt Lake City |
| 3000 meter | 4.08,94   | 16 september 2017 | Salt Lake City |

## Resultaten schaatsen
| Jaar | Olympische Spelen  | Wereldbeker       |
| ---- | ------------------ | ----------------- |
| 2016 |                    | 0p 500m 0p 1000m  |
| 2017 |                    | 53e 500m 0p 1000m |
| 2018 | 20e 500m 34e 1000m | 51e 500m 0p 1000m |

0p = wel deelgenomen, maar geen punten behaald.